# Канада (Новая Франция)
Канада (фр. Canada) — французская колония в Северной Америке в составе Новой Франции. В связи с тем, что она была наиболее развитой из североамериканских колоний Франции, термины «Новая Франция» и «Канада» часто использовались как взаимозаменяемые.

## География и политическое устройство
В колонию Канада входили земли, примыкающие к реке Святого Лаврентия. В административном плане колония Канада делилась на три района: Квебек, Труа-Ривьер и Монреаль. В каждом из районов было своё правительство; губернатор района Квебек одновременно являлся генерал-губернатором Новой Франции.
Зависимыми от Канады территориями были т. н. «Верхние земли» (фр. Pays d'en Haut) — территории, простиравшиеся к северу и западу от Монреаля. В это понятие включали все места, куда добирались французские первопроходцы, хотя французские поселения существовали лишь в районе к югу от Великих озёр. Частью Верхних земель была Иллинойсская земля, которая в 1717 году была включена в состав колонии Луизиана.

## История
В 1534 году французский мореплаватель Жак Картье воздвиг крест на мысе Гаспе и провозгласил эти земли собственностью французского короля Франциска I. Несмотря на то, что первые французские попытки основания поселений окончились неудачей, французские рыбаки продолжали плавать вдоль северо-восточного побережья североамериканского континента и заплывали в реку Святого Лаврентия, наладив контакты с местными индейцами. Вскоре французским торговцам стало известно, что эти места богаты меховыми животными (в особенности бобрами, которых в Европе к тому времени осталось немного), и французские власти решили начать колонизацию региона.
В 1608 году спонсонируемые французским королём Генрихом IV Пьер Дюгуа и Самюэль де Шамплен основали поселение Квебек. Войдя в союз с проживавшими там алгонкинами и монтанье, которые воевали с ирокезами, Шамплен в 1609 году отправился по долине реки Святого Лаврентия на юг до озера Шамплейн, где принял участие в сражении против ирокезов. Это упрочило положение французов среди алгонкинов и гуронов, что стало существенным для дальнейшего проникновения французских первопроходцев и поселенцев вглубь континента. Также Шамплен поощрял молодых французов жить среди индейцев, чтобы перенять их язык и обычаи; такие люди (типа Этьена Брюле) стали проводниками французского влияния в районах к югу и западу от Великих озёр.
В первые декады существования на территории колонии проживало лишь несколько сотен французов. Желая сделать Новую Францию не менее значимой, чем английские колонии в Америке, кардинал Ришельё в 1627 году создал Компанию Новой Франции. Переселяться в Новую Францию разрешалось лишь католикам, от протестантов требовали перед отъездом перейти в католичество; это привело к тому, что протестанты предпочитали ехать в английские колонии. В результате католическая церковь пустила в Канаде прочные корни. Ришельё также организовал в Канаде полуфеодальную систему землевладения, просуществовавшую в долине реки Святого Лаврентия до XIX века.
В это время расположенные южнее английские колонии стали устраивать набеги в долину реки Святого Лаврентия, и в 1629 году захватили Квебек, который удерживали до 1632 года. Назначенный генерал-губернатором Новой Франции Шамплен в том же году вернулся в Америку и основал новый торговый пост Труа-Ривьер.
В 1642 году Поль Шомеди де Мезоннёв, спонсируемый орденом иезуитов, помог группе поселенцев основать деревню Вилль-Мари, впоследствии выросшую в город Монреаль. Сначала колонистам удалось поддерживать мирные отношения с индейцами, но в 1643—1644 годах начались военные столкновения с ирокезами. В 1645 году Мезоннёв получил известия, что его отец умер и уехал во Францию. В 1647 году он вернулся в колонию и продолжил войну с индейцами. В 1652 году ему пришлось снова уехать во Францию, где он нашёл сто добровольцев для защиты Монреаля. Когда с этой сотней он вернулся в Монреаль, там оставалось только 50 поселенцев — остальные вынуждены были бежать в Квебек. Скоро колония усилилась настолько, чтобы противостоять нападениям.
В 1650-х годах малонаселённая Новая Франция была беззащитна перед нападениями ирокезов. В 1660 году поселенец Адам Доллар-дез-Ормо повёл канадцев и гуронов против гораздо больших сил ирокезов. Несмотря на то, что никто из канадцев не выжил, они смогли отбить ирокезское вторжение.
В 1663 году король Людовик XIV прекратил деятельность Компании Новой Франции и приступил к управлению колонией сам. В 1665 году в Канаду был отправлен гарнизон из королевских войск, а управление колонией было перестроено на манер прочих французских территорий: теперь колонией управляли генерал-губернатор и интендант, подчинявшийся французскому морскому министерству.
В 1666 году была проведена первая перепись населения Новой Франции. Она показала, что там проживало 3125 человек, но при этом 2034 мужчины и лишь 1181 женщина; это было связано с тем, что большинство солдат, путешественников и торговцев мехами, приезжавших в Новую Францию, были холостыми мужчинами. Чтобы усилить колонию и сделать её центром французской колониальной империи, король Людовик XIV приказал отправить туда 700 незамужних женщин в возрасте от 15 до 30 лет (ставших известными как «Королевские девушки»); поощрялись браки с индейцами, в колонии отправлялись люди, которые должны были отработать перевозку через океан.
В связи с тем, что Генри Гудзон провозгласил Гудзонов залив и окружающие земли английским владением, английские колонисты начали приближать границы контролируемых ими территорий к французским. Это привело к франко-английским конфликтам, в которых с обеих сторон также участвовали индейцы. В итоге, в 1763 году, по условиям Парижского мирного договора все французские владения в Северной Америке (за исключением пары островов) перешли Великобритании. Англичане переименовали колонию Канада в колонию Квебек. После конца эпохи Колониализма за Францией остался только остров Сен Пьер и Микелон.